# Yves Feys
Yves Feys, né le 16 janvier 1969 à Torhout en Belgique, est un footballeur belge qui joue au poste de gardien de but.
Il dispute la majeure partie de sa carrière au Cercle de Bruges, qu'il rejoint dès l'âge de neuf ans. Il met un terme à sa carrière en 2006, et s'occupe désormais de son entreprise de construction.

## Biographie
Yves Feys s'affilie au Cercle de Bruges en 1978, à l'âge de neuf ans, et joue ensuite dans les différentes équipes d'âge successives. Il est intégré au noyau de l'équipe première en 1987, et dispute son premier match officiel le 7 novembre 1987, qui se solde par une défaite 3-0 au Standard de Liège. D'abord troisième, puis deuxième gardien, il gagne ses galons de titulaire à l'aube de la saison 1990-1991. Gardien réputé sûr, il permet régulièrement à son équipe de conserver un bon résultat, participant ainsi activement au maintien des « Groen-Zwart » en première division. Les supporters ne s'y trompent pas, et reconnaissent sa valeur en lui attribuant trois saisons de suite, de 1995 à 1997, le « Pop-Poll d'Echte », le trophée récompensant le meilleur joueur du Cercle durant la saison. Le Cercle atteint la finale de la Coupe de Belgique 1996, perdue 2-1 face au rival du Club de Bruges, également champion, mais Yves Feys n'y participe pas, blessé à l'épaule plus tôt en championnat. Cela lui permet néanmoins de découvrir la Coupe d'Europe la saison suivante, mais le Cercle en est éliminé dès le premier tour. La saison est désastreuse pour les « vert et noir », et se termine par une relégation en Division 2.
Après presque vingt années passées à Bruges, Yves Feys décide de poursuivre sa carrière à l'Excelsior Mouscron, surprenant troisième la saison précédente, et qualifié pour la prochaine Coupe UEFA. Il obtient la place de gardien numéro un dès son arrivée, et joue tous les matches de l'équipe la première saison. Par la suite, il se blesse à nouveau à l'épaule, plus gravement cette fois, et doit faire face à la concurrence de Franky Vandendriessche, qui finit par prendre la place de titulaire entre les perches. En 2000, son contrat à Mouscron n'est pas renouvelé, et n'étant pas encore remis de sa blessure, il craint de devoir mettre un terme prématuré à sa carrière.
Finalement, Feys retrouve de l'emploi au Cercle de Bruges, toujours en deuxième division, comme gardien réserviste derrière Björn Sengier. Après une nouvelle saison quasiment sans jouer, il rejoint l'Antwerp, et retrouve ainsi la Division 1. Une fois définitivement guéri de ses problèmes à l'épaule, il devient le gardien titulaire du club anversois, et joue trois saisons parmi l'élite nationale. En 2004, le club est relégué en Division 2, et Feys décide de rester à l'Antwerp malgré tout. Il joue encore une saison avec le « Great Old », sans parvenir à remonter, puis déménage à Deinze. Il y preste un an, et prend ensuite sa retraite sportive en mai 2006.
Depuis lors, il s'occupe à temps plein de sa société de construction immobilière, qu'il avait fondée durant sa carrière.

## Statistiques
| Saison                | Club                  | Championnat           | Championnat | Championnat | Coupe(s) nationale(s) | Coupe(s) nationale(s) | Supercoupe | Supercoupe | Compétition(s) continentale(s) | Compétition(s) continentale(s) | Compétition(s) continentale(s) | Tour final | Tour final | Total | Total |
| Saison                | Club                  | Division              | M.          | B.          | M.                    | B.                    | M.         | B.         | Comp.                          | M.                             | B.                             | M.         | B.         | M.    | B.    |
| 1987-1988             | Cercle Bruges KSV     | Division 1            | 3           | 0           | 0                     | 0                     | -          | -          | -                              | -                              | -                              | -          | -          | 3     | 0     |
| 1988-1989             | Cercle Bruges KSV     | Division 1            | 0           | 0           | 0                     | 0                     | -          | -          | -                              | -                              | -                              | -          | -          | 0     | 0     |
| 1989-1990             | Cercle Bruges KSV     | Division 1            | 4           | 0           | 0                     | 0                     | -          | -          | -                              | -                              | -                              | -          | -          | 4     | 0     |
| 1990-1991             | Cercle Bruges KSV     | Division 1            | 31          | 0           | 0                     | 0                     | -          | -          | -                              | -                              | -                              | -          | -          | 31    | 0     |
| 1991-1992             | Cercle Bruges KSV     | Division 1            | 22          | 0           | 2                     | 0                     | -          | -          | -                              | -                              | -                              | -          | -          | 24    | 0     |
| 1992-1993             | Cercle Bruges KSV     | Division 1            | 28          | 0           | 1                     | 0                     | -          | -          | -                              | -                              | -                              | -          | -          | 29    | 0     |
| 1993-1994             | Cercle Bruges KSV     | Division 1            | 22          | 0           | 0                     | 0                     | -          | -          | -                              | -                              | -                              | -          | -          | 22    | 0     |
| 1994-1995             | Cercle Bruges KSV     | Division 1            | 32          | 0           | 2                     | 0                     | -          | -          | -                              | -                              | -                              | -          | -          | 34    | 0     |
| 1995-1996             | Cercle Bruges KSV     | Division 1            | 31          | 0           | 4                     | 0                     | -          | -          | -                              | -                              | -                              | -          | -          | 35    | 0     |
| 1996-1997             | Cercle Bruges KSV     | Division 1            | 33          | 0           | 1                     | 0                     | 1          | 0          | C2                             | 2                              | 0                              | -          | -          | 37    | 0     |
| Sous-total            | Sous-total            | Sous-total            | 206         | 0           | 10                    | 0                     | 1          | 0          | -                              | 2                              | 0                              | 0          | 0          | 219   | 0     |
| 1997-1998             | ExcelsiorMousrcon     | Division 1            | 34          | 0           | 5                     | 0                     | -          | -          | C3                             | 4                              | 0                              | -          | -          | 43    | 0     |
| 1998-1999             | ExcelsiorMousrcon     | Division 1            | 0           | 0           | 0                     | 0                     | -          | -          | -                              | -                              | -                              | -          | -          | 0     | 0     |
| 1999-2000             | ExcelsiorMousrcon     | Division 1            | 0           | 0           | 0                     | 0                     | -          | -          | -                              | -                              | -                              | -          | -          | 0     | 0     |
| Sous-total            | Sous-total            | Sous-total            | 34          | 0           | 5                     | 0                     | 0          | 0          | -                              | 4                              | 0                              | 0          | 0          | 43    | 0     |
| 2000-2001             | Cercle Bruges KSV     | Division 2            | 2           | 0           | 0                     | 0                     | -          | -          | -                              | -                              | -                              | -          | -          | 2     | 0     |
| Sous-total            | Sous-total            | Sous-total            | 2           | 0           | 0                     | 0                     | 0          | 0          | -                              | 0                              | 0                              | 0          | 0          | 2     | 0     |
| 2001-2002             | R. Antwerp FC         | Division 1            | 24          | 0           | 2                     | 0                     | -          | -          | -                              | -                              | -                              | -          | -          | 26    | 0     |
| 2002-2003             | R. Antwerp FC         | Division 1            | 32          | 0           | 2                     | 0                     | -          | -          | -                              | -                              | -                              | -          | -          | 34    | 0     |
| 2003-2004             | R. Antwerp FC         | Division 1            | 22          | 0           | 1                     | 0                     | -          | -          | -                              | -                              | -                              | -          | -          | 23    | 0     |
| 2004-2005             | R. Antwerp FC         | Division 2            | 34          | 0           | 2                     | 0                     | -          | -          | -                              | -                              | -                              | 4          | 0          | 40    | 0     |
| Sous-total            | Sous-total            | Sous-total            | 116         | 0           | 7                     | 0                     | 0          | 0          | -                              | 0                              | 0                              | 4          | 0          | 127   | 0     |
| 2005-2006             | KMSK Deinze           | Division 2            | 19          | 0           | 0                     | 0                     | -          | -          | -                              | -                              | -                              | -          | -          | 19    | 0     |
| Sous-total            | Sous-total            | Sous-total            | 19          | 0           | 0                     | 0                     | 0          | 0          | -                              | 0                              | 0                              | 0          | 0          | 19    | 0     |
| Total sur la carrière | Total sur la carrière | Total sur la carrière | 377         | 0           | 22                    | 0                     | 1          | 0          | -                              | 6                              | 0                              | 4          | 0          | 410   | 0     |